# Міяло (парк)
Міяло (кит.: 米亚罗, піньінь: Mǐ yà luō) — національний парк в китайській провінції Сичуань. Входить до резерватів великої панди, які занесені до Світової спадщини ЮНЕСКО. Назва з тибетської мови перекладається як «Чудова гребля» (інший варіант перекладу «Щастя»).

## Опис
Загальна площа складає 3688 км² (29 км з півночі на південь, 127 км зі сходу на захід). Розташовано в долині річки Цзагунао, у верхів'ях річки Міньцзян, у північній частині гірського масиву Цюнлай. Знаходиться на північному заході провінції Сичуань: повіт Лі у Нгава-Тибетсько-Цянській автономній префектурі на відстані 23 км від містечка Міяло та 263 км від міста Ченду. На території мешкають представники народу цян.
Середня температура взимку становить близько -3℃, середньомісячна температура дорівнює 15℃, літо в цій місцині доволі прохолодне. По всій території є численні струмки, що утворюються від гірських джерел, особливо під час їхнього танення, а також невеличкі озера.
Лісовий покрив становить 75 % усієї території, рослинний — 90 %. Значну частину складають листяні дерева, насамперед різні види клени. Особливо чудовий вигляд мають восени, коли листя кленів стають темно-червоними, що охоплюють територію у 3000 м². Також тут розкидані окремі ділянки бамбукових заростей та персикові дерева, берези і модрини. Тут мешкають рідкісні тварини і птахи, зокрема велика панда (близько 3-4 особин у дикій природі), кабарга, фазанові.
На території є термальні джерела, завдяки чому облаштовано бальнеологічний курорт «Гу'ергоу-веньцянь». Температура води досягає 40-60℃, містить 20 видів мікроелементів, корисних для здоров'я людини, зокрема кремнієву кислоту, літій, цинк, бор. Завдяки цьому тут лікують ревматизм, камені в жовчному міхурі, захворювань органів травлення і шкіряні захворювання.

## Історія
У січні 1995 році затверджено статус провінційного заповідника. У 1998 році утворено заповідник провінції Сичуань. Того ж року надано статус національного парку. Облаштовано туристичні маршрути, де відвідувачі можуть подивиться за пейзажем, тваринами, відпочити біля термальних вод, ознайомитися з традиціями, звичаями, старовинними баштами (до 30 м заввишки) та кухнею народності цян. 2006 року Міяло увійшло до переліку Світової спадщини в Китаї.